# Суперкубок Західного берегу з футболу 2017
Суперкубок Західного берегу з футболу 2017  — 8-й розіграш турніру. Матч відбувся 23 жовтня 2017 року між чемпіоном Західного берегу клубом Гіляль Аль-Кудс та володарем Кубка Західного берегу клубом Ахлі Аль-Халіль.
| Володар Суперкубка Західного берегу 2017 |
| ---------------------------------------- |
|                                          |
| Гіляль Аль-Кудс Третій титул             |

## Матч

### Деталі
| 23 жовтня 2017 17:00 (EEST) |

| Гіляль Аль-Кудс | 2:1      | Ахлі Аль-Халіль |
| --------------- | -------- | --------------- |
| Ісмаїл 24', 82' | Протокол | Ельхалман 58'   |

| Стадіон Арабо-Американського університету, Джанін Арбітр: Ісаак Алкелані |